# دينيسي كار
دينيسي كار (بالإنجليزية: Dean Karr)‏ هو مصور ومخرج أمريكي، ولد في 22 فبراير 1965 في سياتل في الولايات المتحدة.

## وصلات خارجية
- الموقع الرسمي
- دينيسي كار على موقع IMDb (الإنجليزية)
- دينيسي كار على موقع ألو سيني (الفرنسية)
- دينيسي كار على موقع ميوزك برينز (الإنجليزية)
- دينيسي كار على موقع أول موفي (الإنجليزية)
- دينيسي كار على موقع أول ميوزيك (الإنجليزية)
- دينيسي كار على موقع ديسكوغز (الإنجليزية)
- دينيسي كار على موقع قاعدة بيانات الفيلم (الإنجليزية)
- دينيسي كار على موقع كينوبويسك (الروسية)